# Adobe Bridge
Adobe Bridge是Adobe公司开发的一个组织工具程序，并作为Adobe Creative Suite 2（CS2）的一部分于2005年5月发布，其后续版本也作为CS3和CS4的一部分，并且也随多个产品独立发布，如Photoshop CS4和InDesign CS4。其主要目的是使用类似文件浏览器的格式，管理多媒体文件（如图片，照片和影片），并将Creative Suite各个程序连接起来。它可以直接从Creative Suite软件套装其他软件中直接接入。Adobe Bridge也可以连接線上图片浏览购买网站Adobe Stock Photos。
其前身为Photoshop中的浏览器，但是被作为一个软體独立出来，Bridge有很多新功能，如“批量重命名”，还有其他组织管理文件的功能。它支持RAW文件格式的编辑。管理功能还包括图片的“彩色标签”“分级”，编辑图片内容的XMP和IPTC 元数据，还可以处理Adobe Version Cue（后改名为Adobe Drive）项目中一个文件的不同版本。
图像文件可以不同尺寸的缩略图、幻灯片和列表形式。每个資料夹可以做标记，并有一个缓存文件以便加速创建读取缩略图。缓存可以统一集中在一个資料夹，或者分别存在各个文件夹中。
Adobe Bridge可以借助于编写ExtendScript（Adobe开发的内嵌于CS产品中的JavaScript语言扩展版本）脚本或使用内含的工作流程脚本示例将Adobe Creative Suite或Adobe Production Studio中各组件的繁重任务实现自动化。